# Amadeus (namn)

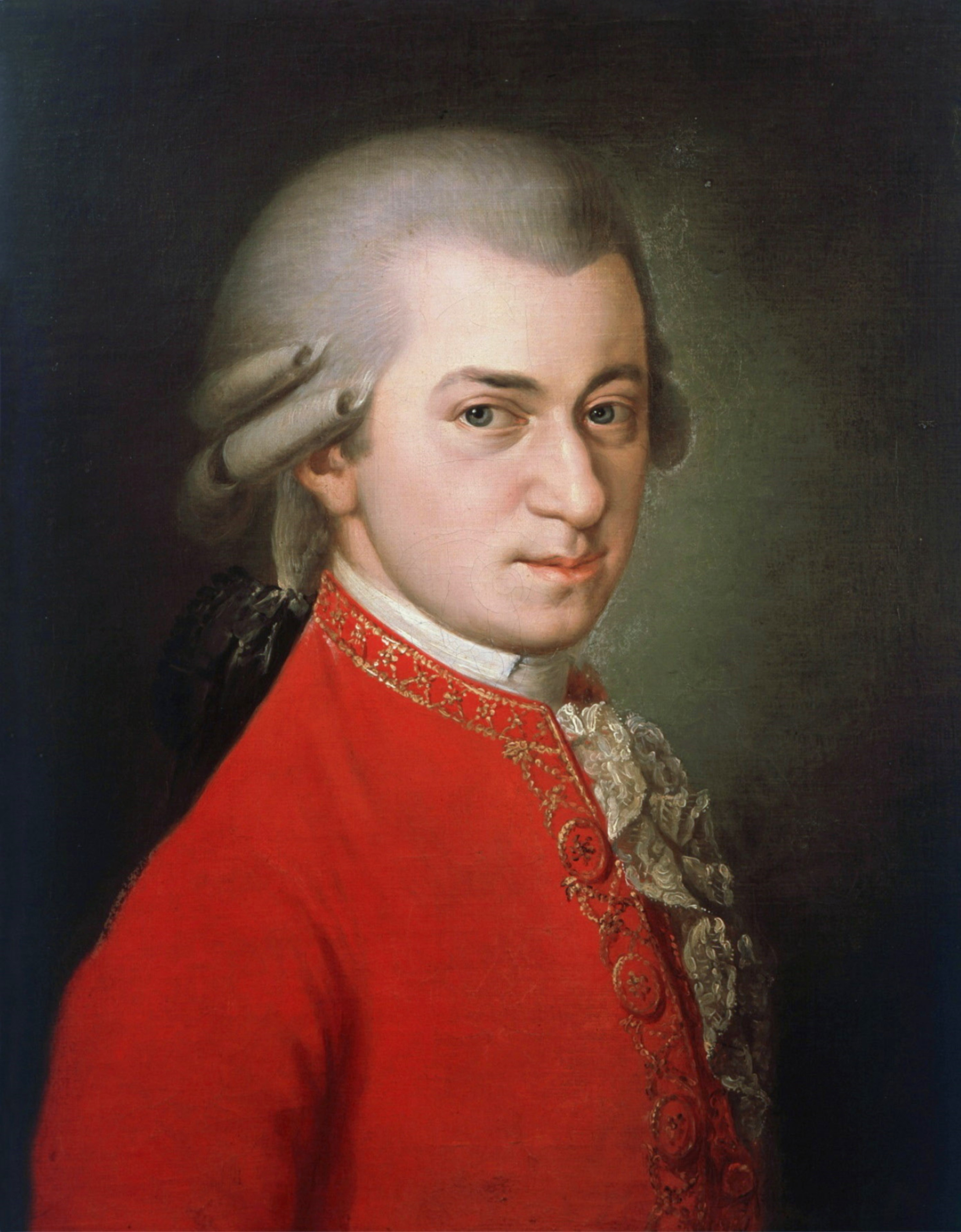
Wolfgang Amadeus Mozart.

Amadeus är ett mansnamn (av latin amare 'älska' och Deus 'Gud') med betydelsen 'den som älskar Gud'. 
Det finns 1048 män i Sverige som har förnamnet Amadeus.[när?] Av dessa har 374 namnet Amadeus som tilltalsnamn.
Varianter är Amadeo (spanska) och Amedeo (italienska).

## Personer med namnet Amadeus
- Amadeus I av Spanien (1845–1890), italiensk prins, hertig av Aosta
- Amadeus av Savojen-Aosta (1898–1942), italiensk general, pilot och hertig av Aosta
- Amadeus, 5:e hertig av Aosta (1943–2021),  pretendent på ledarskapet för huset Savojen
- Amadeus VIII av Savoyen (1333–1451), motpåve
- Wolfgang Amadeus Mozart (1756–1791), österrikisk kompositör.
- Per Daniel Amadeus Atterbom (1790–1855), svensk författare och kritiker